# San Pablo (Velázquez)
San Pablo es una obra de juventud de Velázquez, presumiblemente pintada entre 1618 y 1620. Se conserva desde 1944 en el Museo Nacional de Arte de Cataluña de Barcelona.

## Historia del cuadro
El cuadro fue publicado por August L. Mayer como obra de Velázquez en 1921, atribución admitida de forma general por la crítica. En 1841 fue adquirido por el marqués de Fuentes en Madrid. Más tarde localizado en la colección de don Pedro Gil en Barcelona, a cuya viuda lo compró el museo en 1944. 
Se cree que pudo haber formado parte de un apostolado, al que pertenecerían también el Santo Tomás del Museo de Bellas Artes de Orleans y la Cabeza de apóstol ingresada en 2006 en el Museo del Prado y luego cedida en depósito al Museo de Bellas Artes de Sevilla. En este sentido Julián Gállego recordó un conjunto de pinturas mencionado por Antonio Ponz en su Viaje de España de 1772, localizado en una pieza contigua a la celda prioral de la Cartuja de las Cuevas en Sevilla, donde se guardaban «varias pinturas que representan apóstoles que, si son de Velázquez, como allí quieren, puede ser que las hiciera en sus principios». Otros dos cuadros con apóstoles atribuidos a Velázquez se citaban en un inventario hecho en 1786 de las pinturas del convento de San Hermenegildo de Madrid. La relación entre estas obras y las conservadas, sin embargo, no se ha podido documentar, y el hecho de que el apóstol Tomás se retrate de riguroso perfil mientras que el san Pablo está casi de frente, parece romper con el concepto de repetición que exigen estas series, y así José López-Rey los catalogó por separado.

## Descripción del cuadro
El santo aparece representado casi de frente al espectador, sentado y de tres cuartos, envuelto en un amplio manto de tonos verdosos que cubre una túnica roja y en el que destacan los profundos pliegues con los que se capta la pesada textura de la tela. El tratamiento de la materia, el tono terroso y la iluminación dirigida junto con la fuerte caracterización del rostro dan prueba del grado de naturalismo alcanzado por el pintor en esta época temprana, lo que ha llevado a ponerlo en relación con otras series  apóstoles y de filósofos de José de Ribera. Sin embargo su ejecución es muy desigual e insegura en la representación corporal, de forma que la cabeza del natural y el pesado paño se asientan sobre unas piernas sin volumen. Para el rostro, estudiado del natural, se han señalado semejanzas con personajes representados en otros cuadros del pintor, como El almuerzo o la citada Cabeza de apóstol, pero también fuentes grabadas, como una estampa de Werner van den Valckert que representa a Platón y un grabado de San Pablo de Gerrit Gauw sobre una composición de Jacob Matham para la disposición general.
La identificación del personaje solo es posible por la inscripción «S.PAVLVS» que aparece en la parte superior, con una grafía semejante a la inscripción del Santo Tomás, lo que hace creíble que ambos cuadros formasen alguna vez serie, aunque pudieran ser inscripciones añadidas en fecha posterior. Velázquez se ha apartado de la tradicional iconografía de san Pablo, una de las más codificadas del arte cristiano, prescindiendo de la espada que lo distingue, sustituida por el libro semioculto bajo la capa, en alusión a sus Epístolas, pero que en tanto que atributo es común a otros apóstoles. También se apartó de la iconografía tradicional en lo que se refiere a la fisonomía del santo, que lo imaginaba calvo y con barba negra y puntiaguda, para acercarse a las indicaciones de su maestro Francisco Pacheco, tal como las recogía en El arte de la pintura:

Diximos arriba que, conforme a la pintura de San Lucas, no fue calvo San Pedro, lo mismo decimos de San Pablo, sino antes, en la frente se muestra el cabello partido a lo nazareno y negro él y la barba.